# Національне бюро статистики Республіки Молдова
Національне бюро статистики (НБС) — центральний адміністративний орган Республіки Молдова, який, як центральний орган статистики, здійснює керівництво і координацію діяльності в області статистики в країні.
У своїй діяльності НБС керується Конституцією Республіки Молдова, Законом про офіційну статистику, іншими законодавчими актами, постановами парламенту, Указами Президента, ордонансами, постановами і розпорядженнями Уряду, міжнародними угодами, стороною яких Республіка Молдова є, а також вимогами Положення.
НБС розробляє самостійно або спільно з іншими центральними адміністративними органами і затверджує методології статистичних обстежень і розрахунку статистичних показників відповідно до міжнародних стандартів, зокрема, стандартів Європейського Союзу та кращих практик інших країн, а також з урахуванням специфіки соціально-економічних умов Республіки Молдова; організовує відповідно до програми статистичні роботи, які щорічно затверджується Урядом, статистичні обстеження стану і економічного, соціального і демографічного розвитку країни, виконуючи роботи зі збору, оброблення, узагальнення, зберігання і розповсюдження статистичних даних.